# Сохоцин
Сохоцин (пол. Sochocin) — місто в Польщі, у гміні Сохоцин Плонського повіту Мазовецького воєводства.
Населення — 1997 осіб (2011).
У 1975-1998 роках село належало до Цехановського воєводства.
1 січня 2021 року набуло міських прав.

## Демографія
Демографічна структура станом на 31 березня 2011 року:
|          | Загалом | Допрацездатний вік | Працездатний вік | Постпрацездатний вік |
| -------- | ------- | ------------------ | ---------------- | -------------------- |
| Чоловіки | 964     | 199                | 663              | 102                  |
| Жінки    | 1033    | 168                | 640              | 225                  |
| Разом    | 1997    | 367                | 1303             | 327                  |

## Відомі мешканці
- Алойзи Пошва — сільський парох протягом 1940—1948 років.